# الن گلدیش

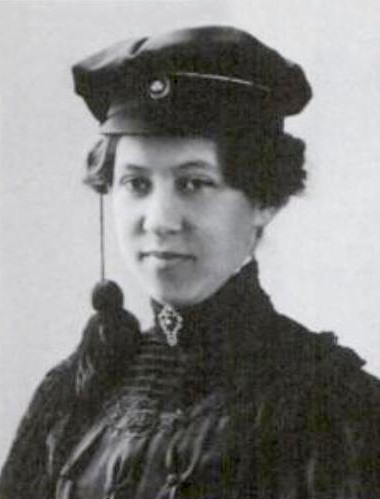
به عنوان دانشجو

الن گلدیش (نروژی: Ellen Gleditsch) (زاده ۲۹ دسامبر ۱۸۷۹ و درگذشته ۵ ژوئن ۱۹۶۸) رادیولوژیست و دومین زن با درجه پروفسوری در نروژ بود. او در ابتدا دستیاری ماری کوری را می کرد و دانشمندی پیشگام در رادیوشیمی گردید. او نیمه‌عمر عنصر رادیم را تعیین کرد و ایزوتوپهای آن را معرفی نمود.